# Partènion
El Partènion (grec: Παρθένιο; grec antic: Παρθένιον; llatí: Parthenium) són unes muntanyes de Grècia a la frontera entre Arcàdia i l'Argòlida que s'alcen a més de 1.200 metres. Al Partènion hi havia el pas que portava d'Argos a Tègea, el qual estava consagrat al déu Pan i encara ara s'anomena així (en grec modern Παρθένι 'Parthéni').